# Grunderbe
Als Grunderbe wird ein einmaliger Geldbetrag bezeichnet, den der Staat allen jungen Menschen in einem Land zukommen lassen könnte.  Wie das bedingungslose Grundeinkommen soll es unabhängig von der individuellen wirtschaftlichen Lage an alle in gleicher Höhe ausgezahlt werden. Es soll die wirtschaftlichen Startchancen der jungen Erwachsenen angleichen und persönliche Eigenverantwortung anregen.

## Verfechter und Modelle
Begründet wird die sozialpolitische Forderung nach einem Grunderbe mit der ungleichen Vermögensverteilung durch Erbschaften. Finanziert werden soll die Transferleistung über höhere Steuern, insbesondere durch Erbschaftsteuer.
Ein Grunderbe schlägt in Deutschland der Volkswirt Stefan Bach vor. Auch der französische Ökonom Thomas Piketty plädiert für ein Erbe für alle. Nach seinem Modell sollen an alle 25-Jährigen 60 % des nationalen Durchschnittsvermögens ausgezahlt werden, das wären in Deutschland 120.000 Euro. In Großbritannien gab es bis 2011 den Child Trust Fund, ein Programm mit einer ähnlichen Stoßrichtung. Dabei zahlte der Staat für alle Neugeborenen bis zu 1.000 Pfund auf ein Konto ein. Auf dieses Geld konnten die Begünstigten als Erwachsene zugreifen.
Das Deutsche Institut für Wirtschaftsforschung (DIW) stellte eine Simulationsberechnung an: Ein Grunderbe in Höhe von bis zu 20.000 Euro für alle 18-Jährigen und deren Finanzierung durch Erbschaftsteuer oder Vermögensteuer würde die Vermögensungleichheit in Deutschland deutlich reduzieren. Je nach Ausgestaltung würde der Gini-Koeffizient um 5 bis 7 % sinken.
Die Stiftung „Ein Erbe für jeden“ führt ein Pilotprojekt zum Grunderbe durch. Sie lost seit 2022 jährlich drei Grunderbschaften à 20.000 € unter den 30-jährigen in Deutschland aus. Nach dem Modell der Stiftung bestätigen die Empfänger in einem Vertrag, noch keine wesentlichen Erbschaften erhalten zu haben, und bei späteren privaten Erbschaften das erhaltene Grunderbe ganz oder teilweise in den Fonds der Stiftung zurückzuzahlen. Sie verpflichten sich außerdem das Grunderbe in irgendeiner Form zu investieren und drei Jahre lang zu halten sowie jährlich einmal für ein Interview über die Auswirkungen des erhaltenen Grunderbes zur Verfügung zu stehen.